# Pyrolyseværket
Mærsk Raffinaderiet, uofficielt Pyrolyseværket på Amagers østkyst ved Prøvestenen
blev etableret 1951 og fremstillede ætylen til De Danske Spritfabrikker og bygas til Københavns Kommune.
Raffinaderiet blev påbegyndt 1951, men først sat i drift 1958 efter, at det oprindelige anlæg til krakning af svær fuelolie var blevet erstattet med et anlæg til krakning af nafta. Omkring 1955-56 havde det nemlig vist sig, at reaktortårnet ikke fungerede som planlagt.
Anlægget leverede let gas til Københavns Belysningsvæsen og ætylen til A/S De Danske Spritfabrikker og til firmaet Danbritchems polyethylen-anlæg.
Selve raffinaderiet blev nedlagt 1978. Hele anlægget, Mærsk Kemi, der tilhørte rederiet A.P. Møller, blev nedlagt i 1981.
For at skabe plads til raffinaderiet blev Strickers Batteri sprængt bort i 1954.